# Estação Heroísmo
A Estação Heroísmo é parte da rede ferroviária da cidade do Porto.
Localizada na confluência das ruas do Heroísmo e António Carneiro, encontra-se perto do cemitério do Prado do Repouso e do Museu Militar. Tem acesso à Rua do Heroísmo e à Polícia de Segurança Pública (PSP).